# La Femme de ménage

La Femme de ménage (The Housemaid) est le premier roman d'une trilogie écrite par l'autrice américaine Freida McFadden. Publié en anglais en 2022, ce thriller psychologique est traduit en français en 2023 ainsi qu'en espagnol. Roman qualifié de populaire, il est un succès de librairie et un best-seller mondial.

## Synopsis
Millie, une détenue libérée après dix ans de prison et sans emploi, parvient à se faire embaucher comme employée de maison dans une riche famille new-yorkaise. Cette nouvelle situation, où elle est à la fois femme de ménage, cuisinière et accompagnatrice de la fille de la famille, lui paraît tout d'abord être une chance formidable, avant que sa très aimable patronne, Madame Winchester, ne se révèle finalement instable et toxique. La bienveillance de son époux, « d’une beauté dévastatrice », permet à Millie de supporter la situation et de surmonter les rumeurs selon lesquelles sa patronne aurait tenté de noyer sa propre fille, mais son malaise s'accroît lorsqu'elle découvre que la chambre qu'on lui a allouée ne ferme que de l’extérieur,.

## Réception critique
Le livre est accueilli de façon mitigée par la critique, qui relève son statut de best-seller et loue son intrigue, mais fait preuve de plus de réserves sur ses qualités littéraires. Pour L'Express, « Malgré quelques longueurs et redites, La Femme de ménage tient la route. Grâce, notamment, à la gouaille de son héroïne [...] ». Pour Libération, « C’est d’une finesse de Stabilo, mais force est de constater que ça se dévore comme un fast-food, au premier ou au second degré ». Le journal situe le livre comme s'inscrivant dans un « contrat de divertissement » et cite un libraire anonyme pour qui il s'agit d'« un livre de non-lecteurs ».
Aux États-Unis, la critique du Literary Vault est enthousiaste, louant à la fois les rebondissements de l'intrigue et la simplicité du style d'écriture, tout en regrettant quelques « trous » dans l'intrigue faisant perdre le sens de quelques passages. The New York Times rappelle qu'après l'accession de l'autrice au statut d'auteur de best-sellers, plusieurs critiques ont jugé ses livres stéréotypés et surestimés.
En France, il est vendu à plus de 630 000 exemplaires en 2024, et constitue le best-seller de l'année.

## Distinctions
The Housemaid a été distingué à deux reprises par l'Association internationale des auteurs de thrillers : en 2023, il est élu au titre de roman ayant reçu la meilleure critique, et en 2024, il est nommé parmi les cinq meilleurs livres audio.

## Suites
En 2022, Freida McFadden publie une suite, The Housemaid's Secret, traduite en français par Karine Forestier et publiée sous le titre Les secrets de la femme de ménage en 2023.
En 2024, McFadden écrit une autre suite, The Housemaid is Watching, traduite en français par Forestier et publiée la même année sous le titre La femme de ménage voit tout.